# ذوات الذيل
ذوات الذيل هي مجموعة من البرمائيات تضم السلمندر وكل الأنواع المميزة من البرمائيات الشبيهة بالسلمندر والتي تعد أقرب للسلمندرات أكثر من قربها للضفادع.